# Аштарак
Аштара́к (вірм. Աշտարակ, перекладається як вежа) — місто в Вірменії, адміністративний центр марзу (області) Арагацотн. Промислове місто, розташоване на правому, високому березі річки Касах за 13 км на північний захід від Єревану. Місто лежить на перетині доріг, що з'єднують три найбільших міста країни — Єреван, Гюмрі і Ванадзор.
За 2 км на північний схід від Аштараку розташоване наукове містечко Гітаван. У міста є договір про співпрацю з містом Пон-Сент-Марі (Франція).

## Економіка
Місто орієнтовано на переробку сільськогосподарської сировини, головним чином винограду, на базі якого працює винний завод, що виробляє міцні вина типу «херес». В наші дні Аштарак «переступив» на інший — лівий берег річки, через ущелину був перекинутий новий гарний міст. Раніше використовувався старий трьохарковий міст, розташований вище за течією річки. Він був побудований в XIII столітті і реконструювався в XVII столітті. Зараз рух цим мостом майже припинився, і він цікавий лише як історична пам'ятка. На лівобережному плато розкинувся корпус Інституту радіофізики Академії наук.
Аштарак по праву пишається своєю родючою землею, тут вирощують найкращий виноград і абрикос, горіх (попок).

## Визначні місця
Аштарак — один з найдавніших населених пунктів Вірменії з численними пам'ятками матеріальної культури і традиціями національного життя і побуту.  З історичних пам'яток Аштараку найвідомішими є церкви Ціранавор, Кармравор, Маріне. Ціранавор («Помаранчева») датується V століттям. Вона стоїть на скелястому березі річки Касах, у напівзруйнованому стані. Від остаточної загибелі її охороняють кам'яні підпори з трьох сторін. Церква являє базилічну споруду, всередині поділену колонами на три нави. Зовні вона була обведена двома кільцями стін. Отже, одночасно слугувала і як оборонна споруда. Тому Ціранавор називався також Покаберд («Фортеця Поки»). У північно-західній частині Аштараку розташована порівняно нова церква Маріне. Її звели в 1821 році, а в 1836 році надбудували дзвіницю. На південному фасаді зберігся сонячний годинник. Великий інтерес представляє церква Кармравор («Червона») споруди VII століття. Це єдиний у Вірменії пам'ятник, черепична покрівля якого вціліла до наших днів. Черепиця була міцно утиснена у вапняному розчині і прибита цвяхами. По периметру стін зовні викарбувано напис, у якому йдеться про жителів села, зусиллями яких створена каплиця, про труднощі прокладання зрошувального каналу. Усередині будинку панує напівтемрява: відвідувач насилу роздивляється напівколони на стінах і арки, на яких спочиває восьмигранний барабан, увінчаний куполом. Декоративних прикрас дуже мало, але тим не менше Кармравор справляє незабутнє враження.

## Давні споруди
У місті збереглося багато давніх споруд: 
- Церква Св. Саркіса
- Церкви Тіранавор (V століття, вірм. Ծիրանավոր), Кармравор (VII століття, вірм. Կարմրավոր), Спітакавор (XII-XIV століття, вірм. Սպիտակավոր).
- Церква Св. Саркіса (XII століття)
- Церква Св. Марині (1281)
- Міст через річку Касах (1664), поряд з яким збереглися залишки старішого мосту.
- Кладовище з хачкарів (XVI-XVIII століття)

З кінця XVIII століття на зміну низьким сільським будівлям зводять 1-2 поверхові будови.

## Спорт
У місті дислокується одна з лідерів Вірменської футбольної Прем'єр-ліги — ФК «Міка».

## Визначні особи
Аштарак — батьківщина одного з класиків вірменської літератури Перче Прошяна (1837-1907 рр.), який описав життя і побут дореволюційного вірменського села, жорстоку експлуатацію селян куркулями та іншими «мироїдами». Його романи: «Сос і Вардітер», «Через хліб», «Унон», «Шаен», «Початок пологів» широко розповсюджені і перекладені іншими мовами. У місті є будинок-музей письменника, гарне джерело-пам'ятник на честь героїв Великої Вітчизняної війни і низка старовинних архітектурних споруд.
Аштарак подарував світові радянських вірменських вчених: біолога, академіка Норайра Сісакяна і академіка, лінгвіста Григорія Капанцяна. У Аштараці народилися письменник Вардкес Петросян, поети Смбат Шаазіз і Геворг Емін, артисти, музиканти.

## Міста-побратими
- Альфорвіль —  Франція